# Серру-Негру
Серру-Негру (порт. Cerro Negro) — муниципалитет в Бразилии, входит в штат Санта-Катарина. Составная часть мезорегиона Серрана. Входит в экономико-статистический микрорегион Кампус-ди-Лажис. Население составляет 3313 человека на 2006 год. Занимает площадь 416,774 км². Плотность населения — 7,9 чел./км².

## История
Город основан 26 сентября 1991 года.

## Статистика
- Валовой внутренний продукт на 2003 составляет 18.155.682,00 реалов (данные: Бразильский институт географии и статистики).
- Валовой внутренний продукт на душу населения на 2003 составляет 4.943,01 реалов (данные: Бразильский институт географии и статистики).
- Индекс развития человеческого потенциала на 2000 составляет 0,686 (данные: Программа развития ООН).